# 인천지방검찰청

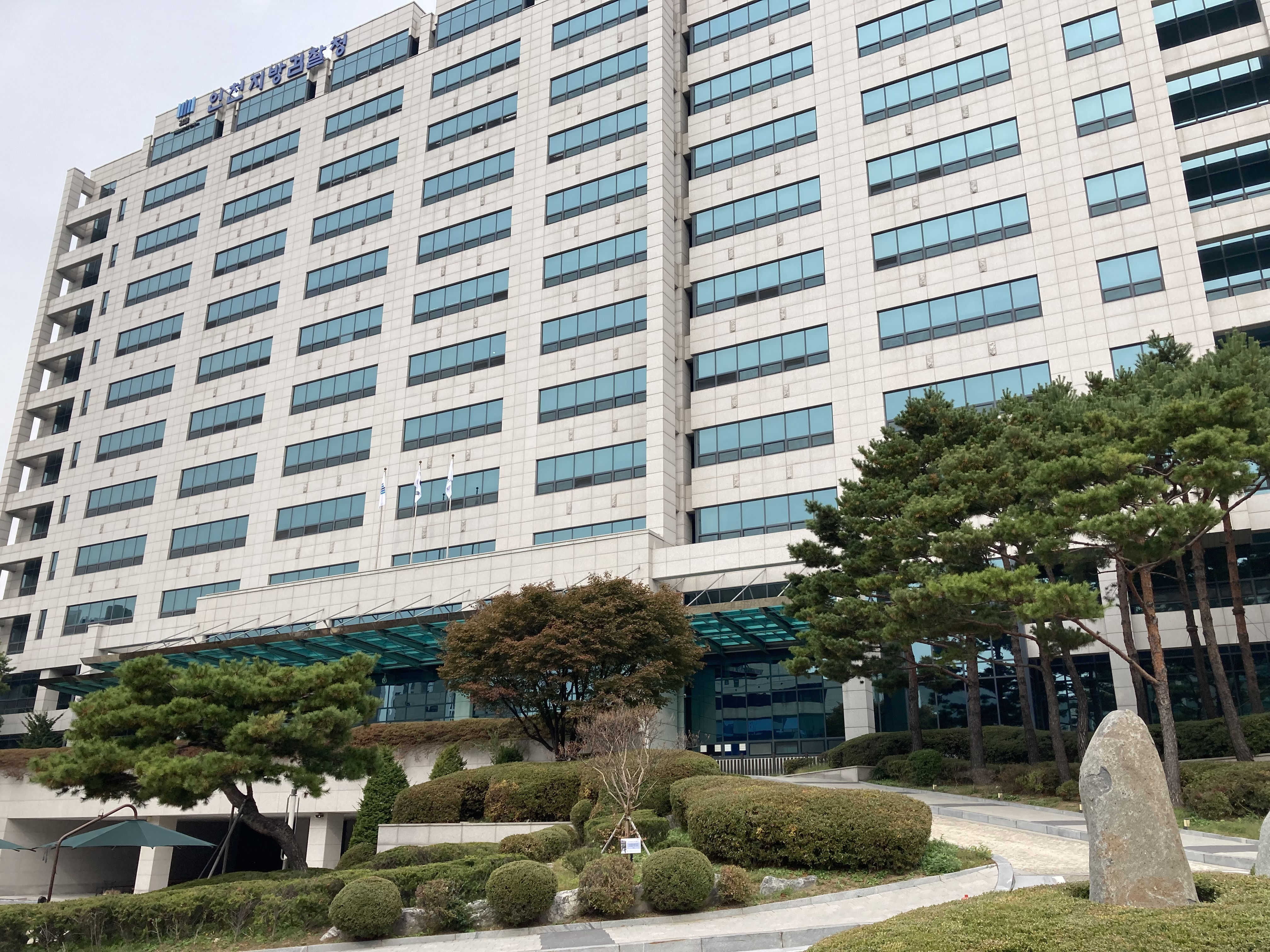
인천지방검찰청(미추홀구 소성로163번길 49)

인천지방검찰청(仁川地方檢察廳)은 인천지방법원에 대응하여 항소사건에 대한 소송 유지 및 항고사건 처리와 행정소송을 비롯해 국가를 당사자로 하는 소송사건을 수행하고 진행을 돕기 위하여 설립된 대한민국 검찰청 서울고등검찰청 소속기관으로 인천지방검찰청 검사장은 차관급 예우를 받는다. 인천광역시 미추홀구 소성로 163번길 49번지에 위치하고 있다.

## 조직

### 지방검찰청장

#### 형사제1부
- 조사과

#### 공판송무부
- 공판송무과

#### 제2차장검사

##### 특별수사부
- 수사과

##### 강력부
- 마약수사과

##### 사무국
- 총무과
- 사건과
- 집행과

## 역대 인천지방검찰청 검사장
- 제1대 안경상 1983년 9월 1일 ~ 1985년 3월 4일
- 제2대 서정신 1985년 3월 5일 ~ 1986년 5월 1일
- 제3대 김경회 1986년 5월 2일 ~ 1987년 6월 7일
- 제4대 전재기 1987년 6월 8일 ~ 1988년 8월 24일
- 제5대 강원일 1988년 8월 25일 ~ 1991년 4월 17일
- 제6대 장응수 1991년 4월 18일 ~ 1992년 7월 28일
- 제7대 지헌범 1992년 7월 29일 ~ 1993년 3월 16일
- 제8대 문종수 1993년 3월 17일 ~ 1993년 9월 20일
- 제9대 김규한 1993년 9월 21일 ~ 1994년 9월 15일
- 제10대 주광일 1994년 9월 16일 ~ 1995년 9월 19일
- 제11대 원정일 1995년 9월 20일 ~ 1997년 1월 22일
- 제12대 심재륜 1997년 1월 23일 ~ 1997년 3월 23일
- 제13대 최병국 1997년 3월 24일 ~ 1998년 3월 22일
- 제14대 전용태 1998년 3월 23일 ~ 1999년 2월 21일
- 제15대 강신욱 1999년 2월 22일 ~ 1999년 6월 8일
- 제16대 제갈융우 1999년 6월 9일 ~ 2000년 7월 14일
- 제17대 조준웅 2000년 7월 15일 ~ 2001년 5월 30일
- 제18대 이범관 2001년 5월 31일 ~ 2002년 2월 7일
- 제19대 정진규 2002년 2월 8일 ~ 2003년 3월 12일
- 제20대 이종백 2003년 3월 13일 ~ 2004년 1월 31일
- 제21대 홍석조 2004년 2월 1일 ~ 2005년 4월 7일
- 제22대 정동기 2995년 4월 8일 ~ 2006년 2월 5일
- 제23대 조승식 2006년 2월 6일 ~ 2007년 3월 4일
- 제24대 이훈규 2007년 3월 5일 ~ 2008년 1월 28일
- 제25대 신상규 2008년 3월 11일 ~ 2009년 1월 16일
- 제26대 김수민 2009년 1월 19일 ~ 2009년 7월 10일
- 제27대 정진영 2009년 8월 12일 ~ 2010년 7월 14일
- 제28대 김학의 2010년 7월 15일 ~ 2011년 8월 21일
- 제29대 김병화 2011년 8월 22일 ~ 2012년 7월 17일
- 제30대 정병두 2012년 7월 18일 ~ 2013년 12월 23일
- 제31대 최재경 2013년 12월 24일 ~ 2014년 7월 24일
- 제32대 강찬우 2014년 7월 25일 ~ 2015년 2월 10일
- 제33대 김진모 2015년 2월 11일 ~ 2015년 12월 23일
- 제34대 이금로 2015년 12월 24일 ~ 2017년 5월 22일
- 제35대 공상훈 2017년 8월 1일 ~ 2018년 6월 21일
- 제36대 김우현 2018년 6월 22일 ~ 2019년 7월 30일
- 제37대 이정회 2019년 7월 31일 ~ 2020년 8월 10일
- 제38대 고흥 2020년 8월 11일 ~ 2021년 6월 10일
- 제39대 이두봉 2021년 6월 11일 ~ 2022년 6월 26일
- 제40대 심우정 2022년 6월 27일 ~ 2023년 9월 6일
- 제41대 송강 2023년 9월 7일 ~ 2024년 5월 13일
- 제42대 박재억 2024년 5월 13일 ~ 2025년 7월 29일
- 제43대 박영빈 2025년 7월 29일 ~

## 관할구역
- 1개 광역시: 인천광역시
- 2개 시: 부천시, 김포시

## 인천지방검찰청 관할 지휘 경찰서
- 인천강화경찰서
- 인천계양경찰서
- 인천남동경찰서
- 인천남부경찰서
- 인천논현경찰서
- 인천부평경찰서
- 인천삼산경찰서
- 인천서부경찰서
- 인천연수경찰서
- 인천중부경찰서
- 인천해양경찰서

## 부천지청 관할 지휘경찰서
- 부천소사경찰서
- 부천원미경찰서
- 부천오정경찰서
- 김포경찰서

## 사진

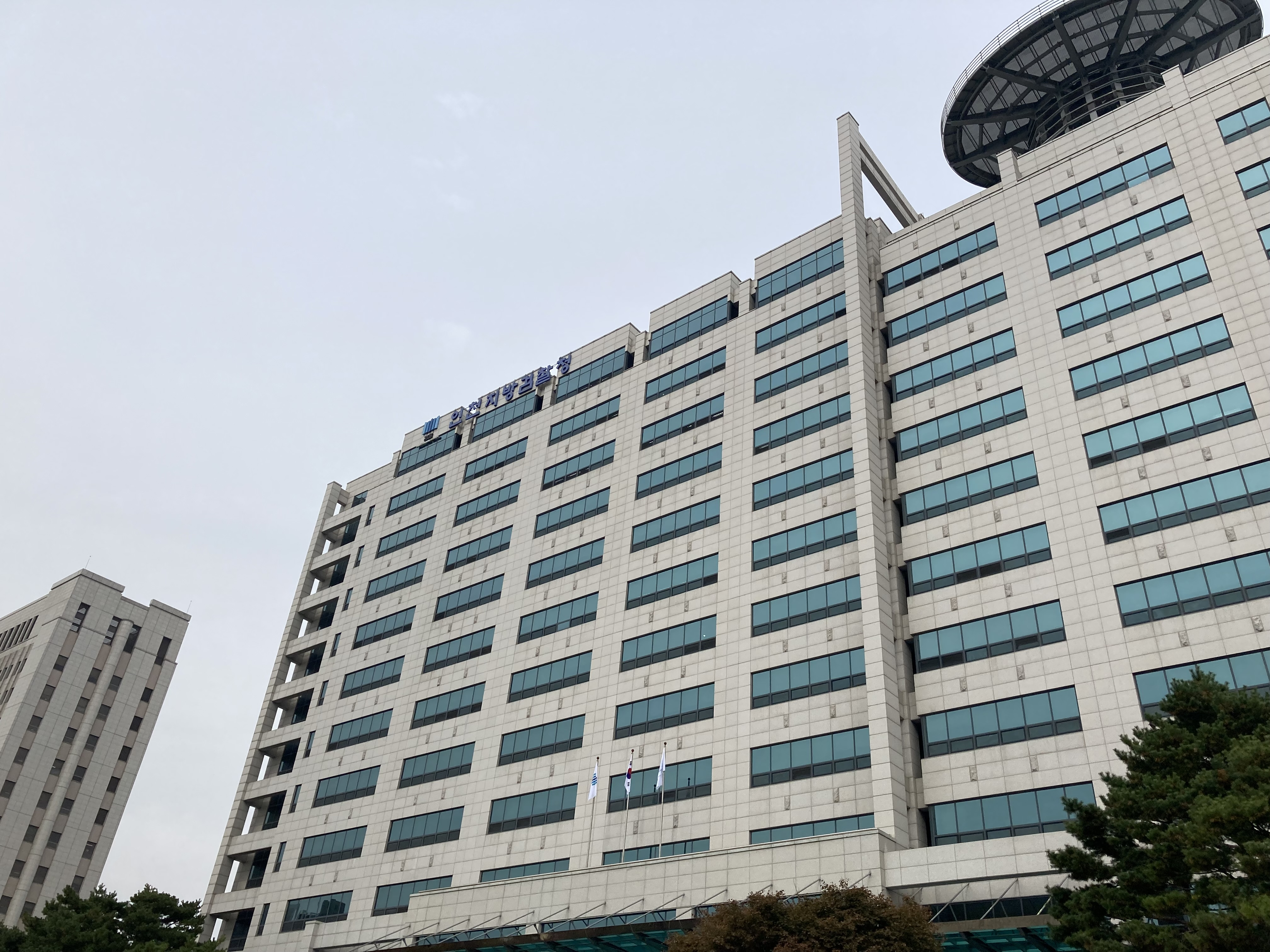
인천지방검찰청
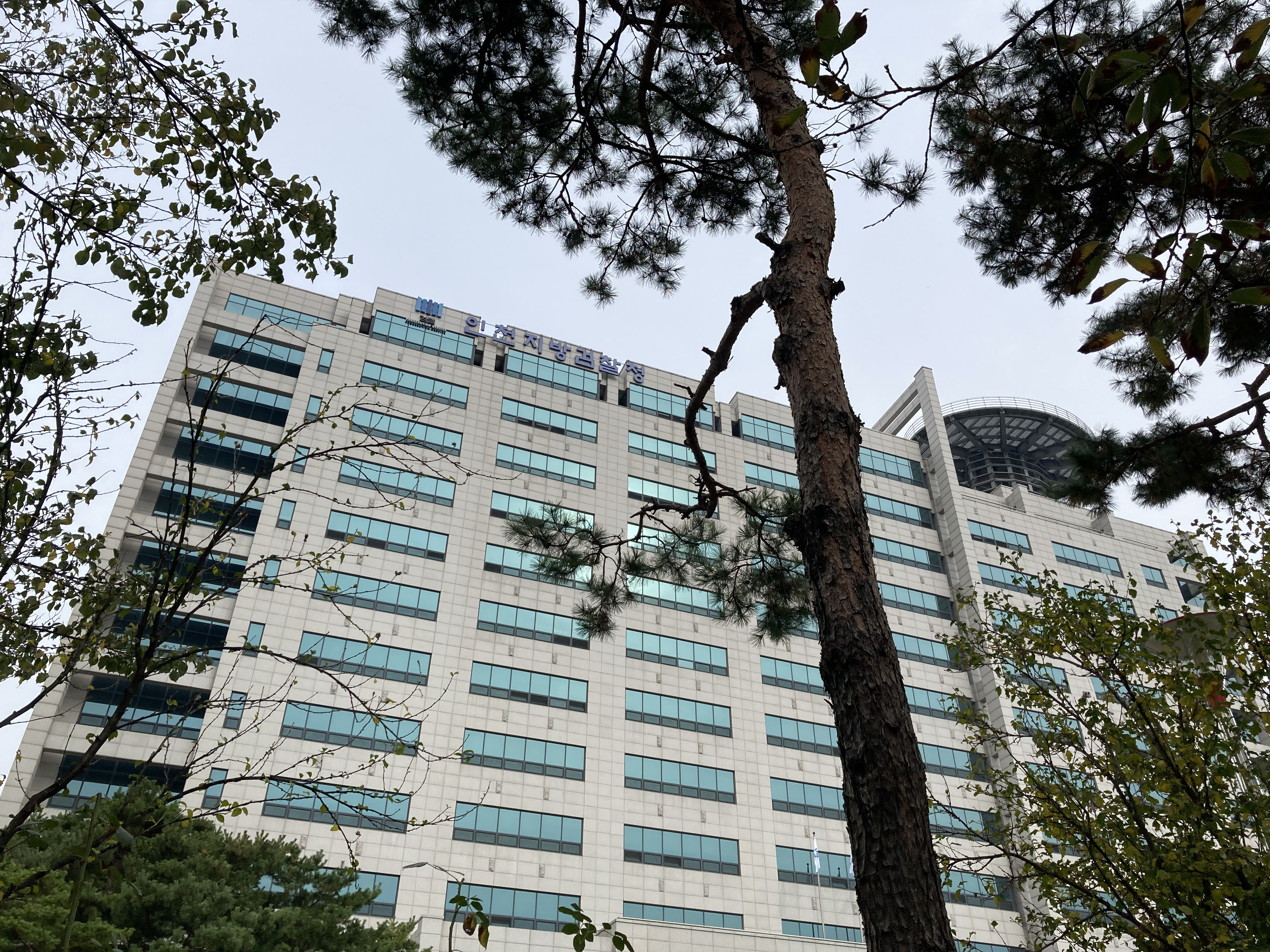
인천지방검찰청의 가을
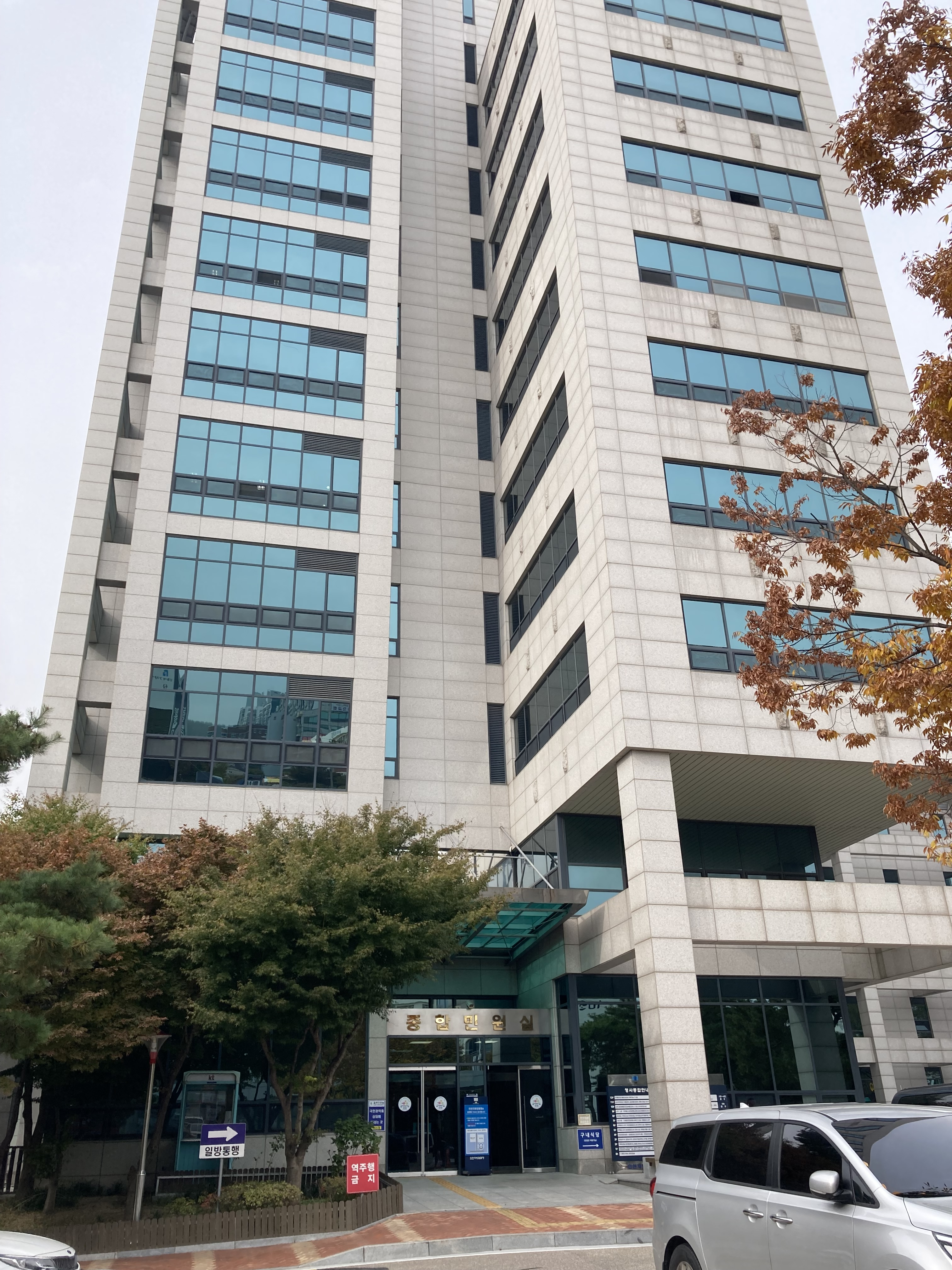
인천지방검찰청 민원실
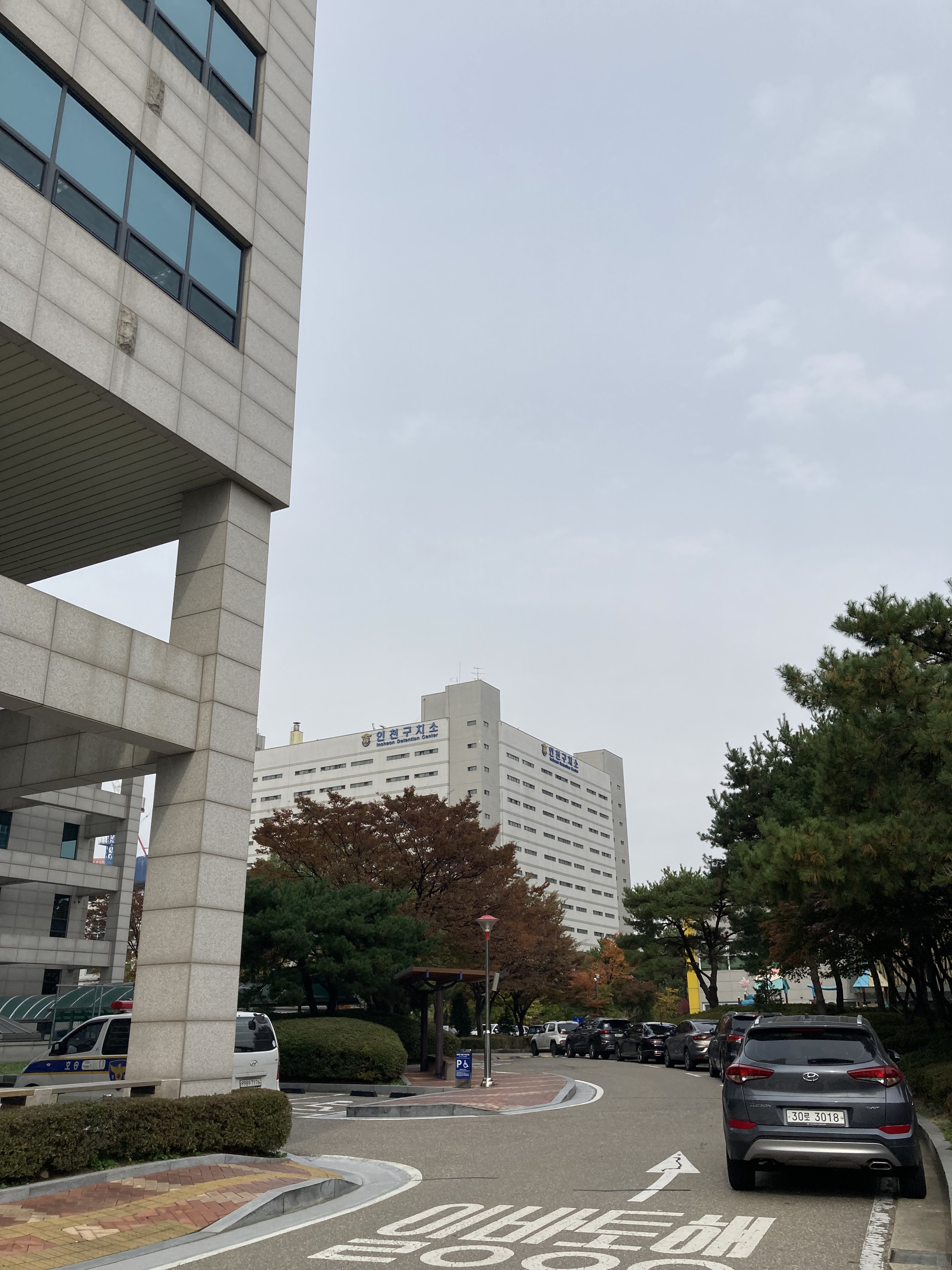
인천지방검찰청 인천구치소
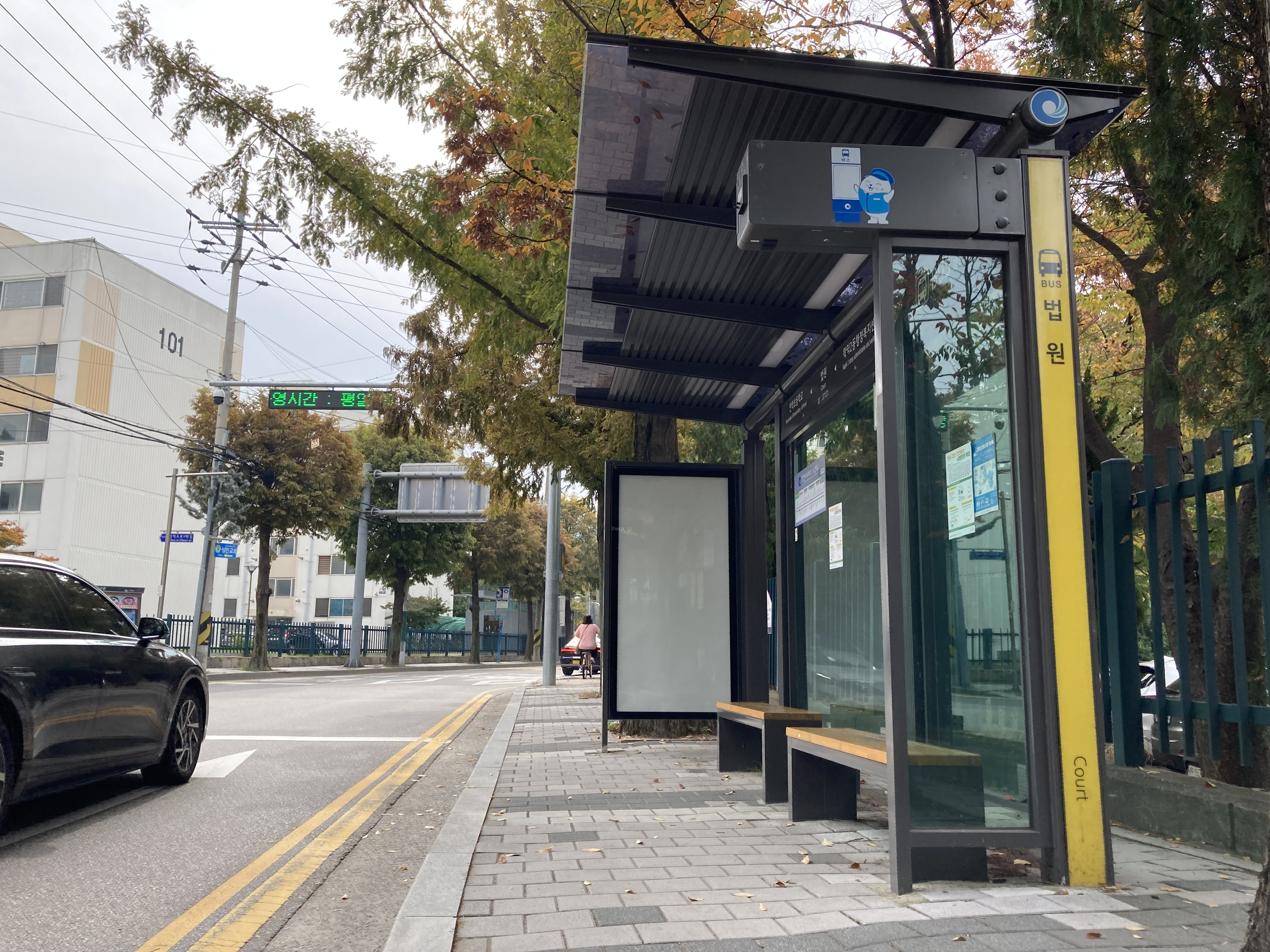
인천지방검찰청 측 법원버스정류장

## 소속기관

### 부천지청
- 주소: 경기도 부천시 상일로 127(상동 445-2)
- 우편번호: 14602

### 북부지청
- 주소: 인천 서구 당하동 197-2
- 우편번호: 미정